# Jirueque
Jirueque es un municipio y localidad española de la provincia de Guadalajara, en la comunidad autónoma de Castilla-La Mancha. El término municipal tiene una población de 47 habitantes (INE 2024)

## Geografía
La localidad está situada a una altitud de 842 m sobre el nivel del mar. El término municipal, con una superficie de 10,64 km², limita con los de Bujalaro, Cendejas de Enmedio, Jadraque y Medranda.
| Noroeste: Medranda             | Norte: Cendejas de Enmedio | Noreste: Cendejas de Enmedio |
| Oeste: Castilblanco de Henares |                            | Este: Cendejas de Enmedio    |
| Suroeste: Jadraque             | Sur: Bujalaro              | Sureste: Bujalaro            |

## Historia
De acuerdo a Antonio Herrera Casado durante la Edad Media pasó de la Tierra de Atienza al Común de Jadraque, señorializándose en la Baja Edad Media.
A mediados del siglo XIX, el lugar tenía contabilizada una población de 134 habitantes. Aparece descrito en el octavo volumen del Diccionario geográfico-estadístico-histórico de España y sus posesiones de Ultramar de Pascual Madoz de la siguiente manera:

GIRNEQUE: l. con ayunt. en la prov. de Guadalajara (7 leg.), part. jud. y dióc. de Sígüenza (4), aud. terr. de Madrid (17), c. g. de Castilla la Nueva. sit. á la falda de un cerro que le domina por el E., y combatido principalmente por los vientos del N., su clima es frio y las enfermedades mas comunes , las agudas y bastantes tercianas. Tiene 40 casas, la de ayunt. que tambien sirve de cárcel; escuela de instruccion primaria, concurrida por 14 alumnos, á cargo de un maestro al que se paga una corta retribucion; una fuente de aguas salobres; una igl. parr. (San Bartolomé) servida por un cura y un sacristan. térm. confina N. Torremocha y Medranda; E. Cendejas de enmedio; S. Bujalaro, y O. Jadraque; dentro de esta circunferencia, se encuentran una fuente de esquisitas aguas y una ermita (La Soledad). El terreno en lo general, es de buena calidad, comprende dos montes, poblados el uno de encina y el otro de roble, le bañan el r. Henares y un arroyo llamado Tordelahija que desagua en aquel, dentro de la jurisd. caminos: los locales y la carretera de Madrid á Navarra. correo: se recibe y despacha en la estafeta de Jadraque. prod.: trigo, cebada, centeno, avena, garbanzos, judias y patatas; se cría ganado lanar, mular, vacuno y asnal; caza de liebres, conejos, perdices y otras diferentes especies, en el Henares se pescan algunas truchas y anguilas. ind.: la agrícola, un tinte de colores ordinarios y un molino harinero. comercio: esportacion del sobrante de frutos, algun ganado y lana é importacion de los art. de consumo que faltan. pobl.: 45 vec., 134 alm. cap. prod.: 808,750 rs. imp.: 64,700. contr.: 4,924. presupuesto municipal 984 se cubre con los fondos de propios y reparto vecinal.
(Madoz, 1847, p. 428)

En la actualidad tiene dos espacios que se pueden usar que son el polideportivo " las canchas" y el parque público.

## Demografía
Jirueque cuenta con una población de 47 habitantes (INE 2024).
| Gráfica de evolución demográfica de Jirueque entre 1842 y 2021                                                      |
| |
| Población de derecho según los censos de población del INE Población de hecho según los censos de población del INE |

## Patrimonio

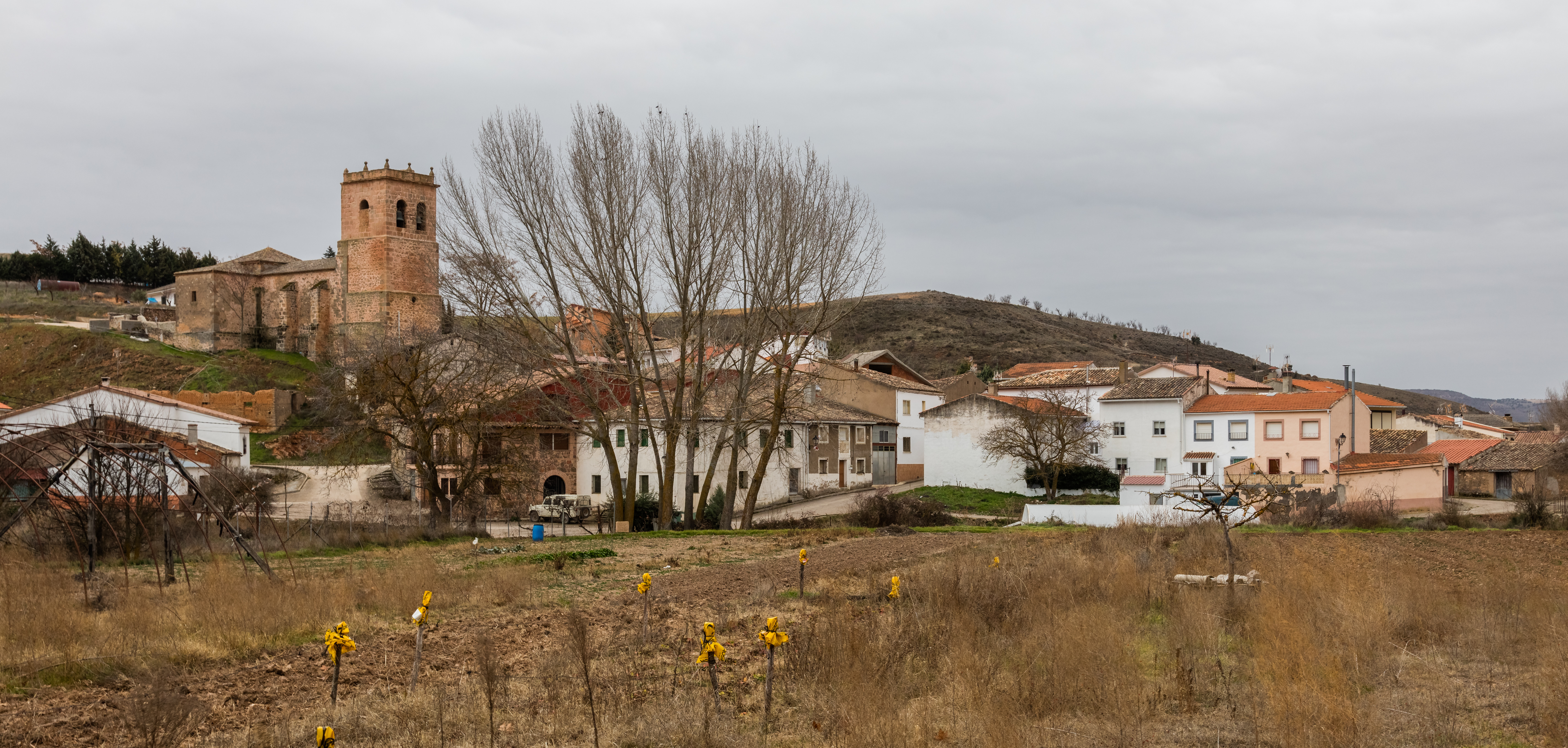
Vista de Jirueque

Cuenta con una iglesia bajo la advocación de San Bartolomé, del siglo XVI, en cuyo interior se encuentra el sepulcro "El dorado". También hay una ermita en honor a la virgen de la Soledad. 

## Fiestas
Sus dos fiestas son el 13 de junio con su patrón San Antonio y el día 24 de agosto que es San Bartolomé.